# Petra Kudláčková
Petra Kudláčková, född 17 oktober 1994 i Prag, är en tjeckisk handbollsmålvakt.

## Klubblagskarriär
Kudláčková startade elithandbollskarriären i DHC Slavia Praha 2012. Hon spelade kvar i klubben till 2018. Hon gick sedan till Kristianstad HK där flera landslagskollegor i det tjeckiska landslaget spelade. Hon spelade kvar i klubben till 2021. Hon skrev 2021 kontrakt med JDA Dijon Handball till 2023.

## Landslagskarriär
Landslagskarriären startade i U-landslaget och har sedan fortsatt i det tjeckiska A-landslaget. Landslagsdebut 2016 och har sedan varit ordinarie i landslaget och spelat för Tjeckien i VM 2017 i Tyskland, EM 2018  i Frankrike och EM 2020 i Danmark.